# صحافة مستقلة
الصحافة المستقلة أو الخاصة هي الصحافة التي لا تنتمى إلى اى اتجاه سياسى معين أو تتبنى ايدولوجيه بعينها ,ولا تعبر عن أحد الاحزاب السياسية ,وانما تفسح المجال على صفحاتها لكافه الاراء والاتجاهات السياسية والمذاهب الفكرية والاجتماعية, ويطلق عليها أحيانا الصحف الخاصة، وهى صحف يغلب عليها اصلا طابع صحافه الخبر, إلى جانب عرض الاراء السياسية المختلفة والاهتمام بابراز رأى محايد يعبر عن موقفها الذي تعتنقه.

## اقرأ أيضا
- وسائل إعلام مستقلة
- صحافة
- أخلاقيات الصحافة
- ديموقراطية حديثة
- قانون اعلام
- جون بتلر ييتس